# Ernst-Otto Krasemann
Ernst-Otto Krasemann (* 30. September 1923 in Schwerin; † 28. August 2014 in Wedel) war ein deutscher Mediziner und Hochschullehrer.

## Leben

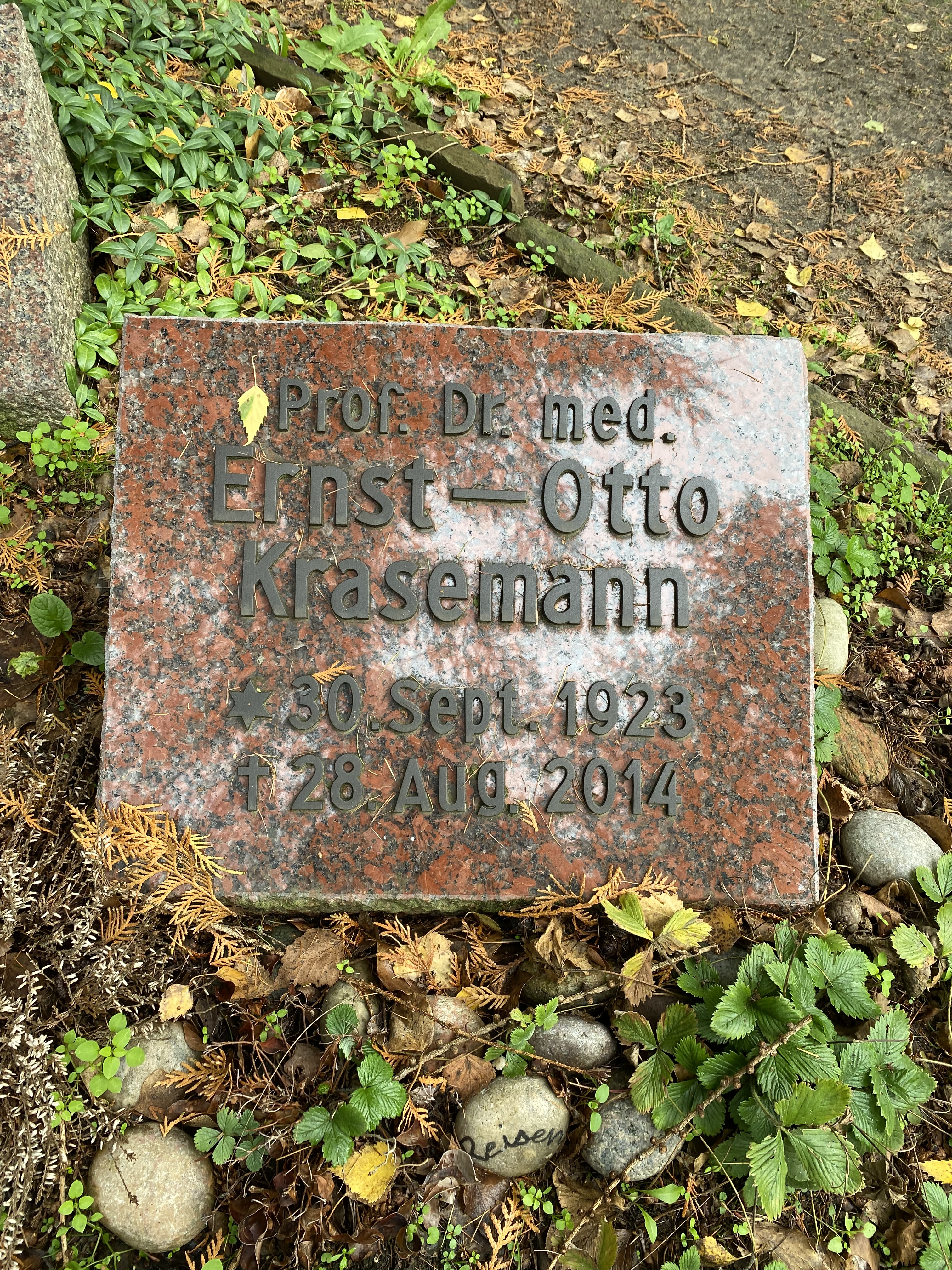
Kissenstein in der Familiengrabstätte

Krasemann wuchs in Schwerin auf. 1942 bestand er sein Abitur und begann anschließend an der in Berlin ansässigen Ärztlichen Akademie der Luftwaffe ein Medizinstudium. Die Prüfungen zum Physikum legte er in Würzburg ab. Bevor er sein Staatsexamen abschließen konnte, wurde Krasemann in den Kriegsdienst eingezogen und war in Italien im Einsatz. Dort geriet er in Gefangenschaft der US-Streitkräfte. Nach dem Zweiten Weltkrieg zog er nach Wedel. Er setzte an der Universität Hamburg sein Studium fort, bestand das Staatsexamen und legte seine Doktorarbeit zum Thema „Tumoren im linken Vorhof“ vor. Er war dann kurzzeitig am Allgemeinen Krankenhaus in Hamburg-Langenhorn sowie danach als Assistenzarzt am Krankenhaus im Hamburger Stadtteil Rissen tätig. Dort lernte er seine spätere Ehefrau kennen, die er 1956 heiratete. Ab 1964 war er Leiter der Facharztzentrale der Landesversicherungsanstalt der Stadt Hamburg, zudem von 1977 bis 1986 bei der Gesundheitsbehörde Hamburg Leiter der Stelle für „Soziale Hygiene und Fürsorge“. Ab 1972 hielt Krasemann an der Universität Hamburg Gastvorlesungen zu den Themen Prävention, Rehabilitation, Sozialversicherung sowie Kurwesen. 1979 schloss er seine Habilitation (Titel: „Herzinfarkt-Rehabilitation“) ab und war ab demselben Jahr am Fachbereich Medizin der Universität Hamburg Privatdozent für Sozialmedizin. 1985 trat er ebendort eine Professorenstelle für Sozialmedizin an. Krasemann war Mitgründer der Hamburger Gesellschaft für Prävention und Rehabilitation von Herz-Kreislauferkrankungen und war von 1971 bis 1992 deren Vorsitzender. Er war maßgeblich an der Entwicklung des „Hamburger Modells der kardiologischen Rehabilitation“ beteiligt. 1994 wurde Krasemann die Peter-Beckmann-Medaille der Deutschen Gesellschaft für Prävention und Rehabilitation von Herz-Kreislaufkrankheiten (DGPR) verliehen.
In seiner wissenschaftlichen Tätigkeit befasste sich Krasemann unter anderem mit den Themenbereichen Passivrauchen, Früherkennungsuntersuchungen, Prävention für den Gebrauch illegaler Drogen, Rheuma und Krebs sowie Herzinfarkt-Rehabilitation. Im Mai 1993 wurde er für seine Verdienste zugunsten des Herzsports mit dem Fritz-Bauer-Preis ausgezeichnet.
In seinem Wohnort Wedel war Krasemann ab 2001 Vorsitzender eines Vereins, der sich für den Wiederaufbau des 1943 während des Zweiten Weltkrieges zerstörten Turms der Kirche am Roland einsetzte.
Im Alter von 90 Jahren verstarb Ernst-Otto Krasemann und wurde in der Familiengrabstätte Flege/Krasemann auf dem Hamburger Friedhof Blankenese beigesetzt.